# Aisha Abd al-Rahman
Aisha Abd al-Rahman (arabiska: عائشة عبد الرحمن), född 18 november 1913 i Damietta, död 1 december 1998 i Kairo, var en egyptisk författare och professor i litteratur som publicerade sina verk under pseudonymen Bint al-Shati (”Flodbäddens dotter”).

## Liv och karriär
Aisha Abd al-Rahman föddes den 18 november 1913 i Damietta i Egypten, där hennes far undervisade vid Domyat Religious Institute. Vid tio års ålder skrev hennes mor, som själv var analfabet, in henne i en skola när hennes far var bortrest. Trots invändningar från fadern skickade modern sedan vidare henne till Mansura för vidare studier. Aisha Abd al-Rahman fortsatte sedan med kurser i arabiska vid Kairos universitet, och tog där grundexamen 1939 och en masterexamen 1941.
År 1942 fick Aisha Abd al-Rahman anställning som inspektor för undervisning i arabisk litteratur på det egyptiska utbildningsdepartementet. Hon skrev sin doktorsavhandling 1950 och blev professor i arabisk litteratur vid University College for Women vid Ain Shams universitet.
Aisha Abd al-Rahman har skrivit både fiktion och biografier om tidiga kvinnor inom islam, bland andra profeten Muhammeds mor, fruar och döttrar samt litteraturkritik. Hon var den andra moderna kvinnan att studera Koranen exegetiskt. Hon såg inte sig själv som en feminist men hennes verk speglar övertygelsen att kvinnliga författare är mer kapabla att analysera kvinnors livsberättelser än manliga författare, eftersom män ”inte förstår kvinnliga instinkter”.
Aisha Abd al-Rahman var gift med schejk Amin el-Khouli, som var hennes lärare under en tid vid Kairos universitet. Hon dog av efter hjärtinfarkt i sviterna av en stroke i Kairo. Hon donerade hela sitt bibliotek för forskning och 1985 avtäcktes en staty till hennes ära i Kairo.